# Docani
Docani – wieś w Rumunii, w okręgu Vaslui, w gminie Vinderei. W 2011 roku liczyła 621 mieszkańców.